# Passeport de la région administrative spéciale de Hong Kong
Le passeport de la région administrative spéciale de Hong Kong (chinois traditionnel : 香港特別行政區護照 ; anglais : Hong Kong Special Administrative Region passport) est un document de voyage international délivré aux ressortissants chinois qui sont résidents permanents de Hong Kong. Les langues officielles de Hong Kong sont le chinois et l'anglais, donc le passeport est en deux langues - chinois traditionnel, et anglais.

## Historique
À la suite de la rétrocession de Hong Kong à la Chine, les premiers passeports de Hong Kong sont délivrés à partir du 1er juillet 1997. En vertu de la loi fondamentale de Hong Kong, le gouvernement de Hong Kong est responsable du contrôle de l'immigration sur le territoire. Le passeport de la RAS de Hong Kong est délivré par le département de l'immigration de Hong Kong sous l'autorisation du gouvernement populaire central (ou du Conseil d'État).
Après 1997, les passeport de citoyen britannique (BC) ou de ressortissant britannique d'outre-mer (BN (O)) sont toujours valables.

## Apparence
La couverture du passeport est bleu foncé avec des inscriptions en anglais et en chinois en relief doré. Le passeport contient 32 pages, dont une page lisible par machine contenant des informations personnelles sur le propriétaire.

### Page d'identification
La page d'identification contient les informations suivantes sur le titulaire du passeport :
- Photo du titulaire du passeport (40 × 50 mm sur fond blanc)[2]
- Type de passeport (P)
- Code du pays qui a délivré le passeport (CHN - Chine)
- Numéro de passeport
- Nom de famille
- Nom
- Nationalité
- Date de naissance
- Sexe
- Lieu de naissance
- Date de délivrance
- Date d'expiration
- Autorité de délivrance[3]

## Liste des pays sans visa ou visa à l'arrivée
En 2025, les détenteurs d'un passeport de la Région administrative spéciale de Hong Kong bénéficiaient d'un accès sans visa ou d'un visa à l'arrivée dans 170 pays et territoires, ce qui le classait au 16e rang mondial selon l'indice Henley Passport Index. Il était classé au 12e rang selon le Global Passport Power Rank.

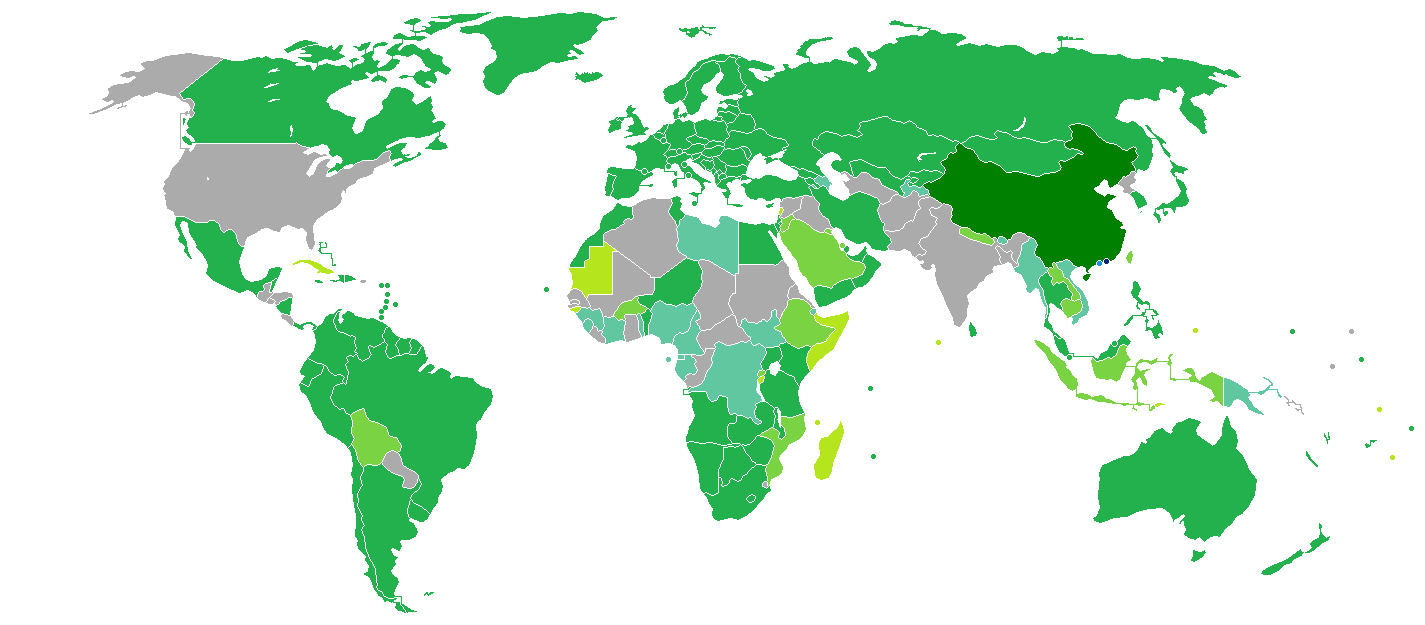
Hong Kong
Permis de voyage sur le continent
Visa non nécessaire
Visa à l'arrivée
Système de visa électronique
Visa à l'arrivée et Système de visa électronique
Visa requis avant l'arrivée